# Wildspitze
Wildspitze är ett berg i Österrike.   Det ligger i distriktet Imst och förbundslandet Tyrolen, i den västra delen av landet. Toppen på Wildspitze är 3 768 meter över havet. Wildspitze är efter Grossglockner den näst högsta bergstoppen i Österrike.
Wildspitze är den högsta punkten i trakten. Närmaste samhälle är Vent (ingår i kommunen Sölden), sydost om Wildspitze.
Trakten runt Wildspitze består i huvudsak av kala bergstoppar och isformationer.